# Tháng 8 năm 2010
Tháng 8 năm 2010 bắt đầu vào Chủ Nhật và kết thúc sau 31 ngày vào Thứ Ba.